# Valva candiopella
Valva candiopella är en fjärilsart som beskrevs av Hans Georg Amsel 1961. Valva candiopella ingår som enda art i släktet Valva och familjen mott. Inga underarter finns listade i Catalogue of Life.